# Bernd Neubauer
Bernd Neubauer (* 8. September 1954 in Beelitz) ist ein deutscher Kameramann. Er lebt in München.
Bernd Neubauer wurde ab 1980 als Kameraassistent tätig und wurde ab 1984 als Chefkameramann aktiv, anfangs hauptsächlich für die Kinoinszenierungen von Eckhart Schmidt. Zu seinen Arbeiten gehören zahlreiche Fernsehfilme und Serien unter den Regisseuren Andi Niessner oder Marco Serafini. Sein Schaffen umfasst mehr als 50 Produktionen.

## Filmografie (Auswahl)
- 1984: Die Story
- 1985: Loft – Die neue Saat der Gewalt
- 1985: Das Wunder
- 1985: Alpha City – Abgerechnet wird nachts
- 1986: Wie treu ist Nik?
- 1988: Der Atem
- 1988: Büro, Büro (Fernsehserie, 7 Folgen)
- 1989: Tatort: Der Pott
- 1992: Undine
- 2000: Das Himmler-Projekt
- 2000: Polizeiruf 110: Böse Wetter
- 2001: Polizeiruf 110: Kurschatten
- 2003: Polizeiruf 110: Doktorspiele
- 2005: Polizeiruf 110: Die Tote aus der Saale
- 2005: Das Traumhotel – Überraschung in Mexiko
- 2007: Polizeiruf 110: Verstoßen
- 2008: Dörte’s Dancing
- 2008: Ein Ferienhaus auf Ibiza
- 2009: Inga Lindström: Das Herz meines Vaters
- 2010: Inga Lindström: Zwei Ärzte und die Liebe
- 2010: Die grünen Hügel von Wales
- 2011: Für immer 30
- 2011: Ausgerechnet Sex!
- 2012–2014: Alles Klara (Fernsehserie, 26 Folgen)
- 2013: Just Married – Hochzeiten zwei
- seit 2014: Um Himmels Willen (Fernsehserie, 45 Folgen)
- 2016: Sibel & Max (Fernsehserie, 4 Folgen)
- 2022: Der Bergdoktor (Fernsehserie, 2 Folgen)